# 苦木 (大鰐町)
苦木（にがき）は、青森県南津軽郡大鰐町の大字。郵便番号は038-0201。

## 地理
大鰐町の東部に位置し、平川沿い南側に位置する地区。北部から東部にかけて長峰、東部から南部にかけて唐牛、南部から西北部にかけて大鰐、西北部は蔵館に接する。

### 小字
小字として上川原・熊野平・豊田・野尻・長谷田がある。

## 歴史

### 沿革
- 明治初年 - 戸数31。村況は、平川沿いの平地に位置し、炭を物産としていた（国誌）。
- 1871年（明治4年） - 弘前県を経て青森県に所属。
- 1878年（明治11年） - 南津軽郡に所属。
- 1879年（明治12年） - 戸数31・人口209・馬33。物産は米・粫米・大豆。
- 1951年（昭和26年） - 蔵館町として南津軽郡の自治体となる。
- 1954年（昭和29年） - 大鰐町の一部となる。

## 施設

### 福祉
- 社会福祉法人素樸会障がい支援施設大鰐療養センター
- グループホームさくら荘
- ひまわりそう
- はぐるま荘

### 神社
- 龍神宮
- 熊野神社

### その他
- 苦木配水場

## 小・中学校の学区
町立小・中学校に通う場合、学区は以下の通りとなる。
| 大字 | 番地 | 小学校             | 中学校             |
| ---- | ---- | ------------------ | ------------------ |
| 苦木 | 全域 | 大鰐町立大鰐小学校 | 大鰐町立大鰐中学校 |

## 交通
- 弘南バス

大鰐南団地前（弘前バスターミナル - 大鰐南団地・碇ヶ関線）停留所。